# Manon Masseurs
Manon Masseurs (* 29. April 1974 in Rotterdam) ist eine ehemalige niederländische Schwimmerin. Sie gewann bei Weltmeisterschaften je eine Silber- und Bronzemedaille.

## Sportliche Karriere
Bei den Weltmeisterschaften 1991 in Perth siegte die deutsche 4-mal-200-Meter-Freistilstaffel mit über drei Sekunden Vorsprung vor Marianne Muis, Manon Masseurs, Mildred Muis und Karin Brienesse, die ihrerseits 1,23 Sekunden vor den drittplatzierten Däninnen anschlugen. Die niederländische 4-mal-100-Meter-Freistilstaffel erschwamm die Bronzemedaille, hier erhielt Masseurs eine Medaille für ihren Einsatz im Vorlauf.
Fünf Jahre später nahm Masseurs an den Olympischen Spielen in Atlanta teil. Die 4-mal-100-Meter-Freistilstaffel mit Marianne Muis, Manon Masseurs, Wilma van Hofwegen und Minouche Smit erreichte das Finale mit der zweitbesten Vorlaufzeit. Im Finale waren Marianne Muis, Minouche Smit, Wilma van Hofwegen und Karin Brienesse über eine Sekunde schneller als die Vorlaufstaffel und wurden Vierte hinter den Staffeln aus den USA und der Volksrepublik China  sowie den Deutschen.
1997 bei den Europameisterschaften in Sevilla erreichte die niederländische 4-mal-100-Meter-Freistilstaffel mit Suze Valen, Manon Masseurs, Angela Postma und Wilma van Hofwegen den sechsten Platz. Die 4-mal-100-Meter-Lagenstaffel mit Suze Valen, Wilma van Hofwegen, Madelon Baans und Manon Masseurs schlug als Fünfte an.
1998 fanden die Weltmeisterschaften wieder in Perth statt. Die 4-mal-100-Meter-Freistilstaffel mit Inge de Bruijn, Angela Postma, Manon Masseurs und Wilma van Hofwegen erreichte den fünften Platz. In der 4-mal-200-Meter-Freistilstaffel belegten Kirsten Vlieghuis, Wilma van Hofwegen, Manon Masseurs und Carla Geurts den achten Platz.
Manon Masseurs schwamm für Rapido 82 aus Haarlem.